# 河口遗址
河口遗址，位于山东省威海市荣成市人和镇西河口村，是中华人民共和国山东省文物保护单位之一。
1992年6月12日，授予山东省文物保护单位，是一座古遗址。